# Жадка-Воля-Парцеле
Жадка-Воля-Парцеле (пол. Rzadka Wola-Parcele) — село в Польщі, у гміні Бжешць-Куявський Влоцлавського повіту Куявсько-Поморського воєводства.
Населення — 192 особи (2011).
У 1975-1998 роках село належало до Влоцлавського воєводства.

## Демографія
Демографічна структура станом на 31 березня 2011 року:
|          | Загалом | Допрацездатний вік | Працездатний вік | Постпрацездатний вік |
| -------- | ------- | ------------------ | ---------------- | -------------------- |
| Чоловіки | 96      | 16                 | 73               | 7                    |
| Жінки    | 96      | 28                 | 54               | 14                   |
| Разом    | 192     | 44                 | 127              | 21                   |